# Federação Portuguesa de Badminton
De Federação Portuguesa de Badminton (FPB) is de nationale badmintonbond van Portugal.
De huidige president van de Portugese bond is João José Areias Barbosa Matos, hij is de president van een bond met 1.322 leden, die verdeeld zijn over 77 verschillende badmintonclubs. De bond is sinds 1977 aangesloten bij de Europese Bond.